# Étoile de Lyon
'Étoile de Lyon' est un cultivar de rosier obtenu en 1876 et mis au commerce en 1881 par le rosiériste lyonnais Guillot fils. Il est issu d'un semis de 'Madame Charles' (Guillot, 1878).

## Description
Il s'agit d'un arbuste au feuillage vert sombre semi-persistant de 100 cm de hauteur, parfois plus sous les climats méditerranéens. Ses fleurs modérément parfumées sont grandes et doubles au pédoncule court. Elles sont d'un jaune soufre éclatant, le revers des pétales étant plus pâle,. Les pétales du cœur sont étroits et contournés, ceux du pourtour sont larges et imbriqués. 
Sa floraison est remontante. Sa zone de rusticité est de 6b à 9b.
À la fin du XIXe siècle et au début du XXe siècle, cette fleur était cultivée pour le forçage en serre sur la Côte d'Azur. 'Étoile de Lyon' est l'une des meilleures roses thé de couleur jaune, et elle est donc toujours présente dans les catalogues destinés aux amateurs de roses anciennes de divers pays.